# Astros de Houston
 Saison 2025 des Astros de Houston
Les Astros de Houston (Houston Astros en anglais) sont une équipe de baseball de la Ligue majeure de baseball située à Houston, Texas. Ils évoluent présentement dans la division Ouest de la Ligue américaine, après avoir joué en Ligue nationale de 1962 à 2012.
Les Astros remportent le premier titre de leur histoire avec leur victoire à l'issue de la Série mondiale 2017, et un deuxième titre de la Série mondiale 2022.

## Palmarès
- Champion de Série mondiale : 2017, 2022.
- Champion de la Ligue américaine : 2017, 2019, 2021, 2022.
- Champion de la Ligue nationale : 2005
- Titres de division (10) : 1980, 1981, 1986, 1997, 1998, 1999, 2001, 2017, 2018, 2019.
- Meilleur deuxième (3) : 2004, 2005, 2015

## Histoire
Le 17 octobre 1960, la ville de Houston, menée par un consortium d'hommes d'affaires comportant notamment Roy Hofheinz (ancien maire de l'agglomération), se fait attribuer une franchise de la Ligue nationale, ligue alors composée de dix équipes. Le club se nomme alors les Colts .45s de Houston. Le premier match fut joué le 10 avril 1962.
Le 9 avril 1965, les Colts deviennent les Astros de Houston en déménageant à l'Astrodome, le premier stade fermé de l'histoire du baseball majeur. Les Astros adoptent leur uniforme « arc-en-ciel », une tenue qu'ils portent jusqu'en 1992.
Nolan Ryan joint l'équipe via le marché des agents libres en 1979. L'équipe atteint les séries éliminatoires pour la première fois en 1981. Idem en 1986. Nolan Ryan est échangé aux Rangers du Texas en 1989, car le propriétaire de l'équipe, John McMullen, le considérait trop vieux. Ryan a toutefois lancé deux matchs sans point ni coup sûr pour les Rangers dans les années 1990.
Durant les années 1990, Houston gagne plusieurs titres de division, mais ces succès ne sont jamais confirmés en séries éliminatoires. En 1997, 1998 et 1999, le club est défait dès le premier tour, deux fois face aux Braves d'Atlanta.

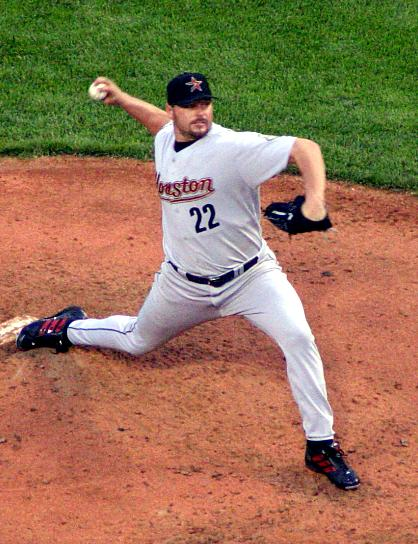
Roger Clemens

Les Astros gagnent un autre titre de division en 2001, mais ils sont encore battus par les Braves au premier tour des éliminatoires.
En 2004, Houston remporte la course au meilleur deuxième de la Ligue nationale. Les Astros franchissent alors enfin le premier tour des éliminatoires en écartant les Braves. Ils sont ensuite battus en sept matches par les Cardinals de Saint-Louis. Le succès des Astros en 2004 est largement dû à Roger Clemens et à Carlos Beltrán. Clemens a cumulé 18 victoires pour gagner son septième trophée Cy Young. Beltrán a lui frappé 38 coups de circuit en saison régulière avant de devenir irrésistible en séries éliminatoires, frappant huit circuits et produisant quatorze points. Houston perd son jeune joueur de champ centre durant l'entre-saison 2004-2005 : il signe chez les Mets de New York.
En s'appuyant sur des solides lanceurs tels Roy Oswalt, Andy Pettitte, Roger Clemens et Brandon Backe, les Astros remportent la Ligue nationale en 2005. C'est une première pour la franchise qui est sèchement défaite en Série mondiale 2005 par les White Sox de Chicago : 4-0.
Malgré une fin de saison 2006 en boulet de canon avec dix victoires à l'occasion des douze derniers matches de la saison régulière, Houston termine à une victoire et demie des Cardinals de Saint-Louis. À l'issue de la saison, Roger Clemens tergiverse pour prolonger son contrat chez les Astros. Il quitte la franchise avant de signer comme agent libre chez les Yankees de New York en mai 2007.
En 2007, qui marque la dernière saison de Craig Biggio, les Astros ne sont pas dans la course aux séries éliminatoires. Ils terminent la saison avec 73 victoires pour 89 défaites. En poste depuis 2004, le manager Phil Garner et le directeur général Tim Purpura ne terminent pas la saison. Ils sont remplacés le 27 août par Cecil Cooper (manager) et Tal Smith (directeur général). Cooper est démis de ses fonctions le 20 septembre 2009. Dave Clark assure l'intérim en fin de saison 2009.
En 2011 et 2012, les Astros sont la pire équipe du baseball majeur, avec des saisons de 106 et 107 défaites, respectivement. Il s'agit chaque fois du moins bon résultat de l'histoire de la franchise.
Les Astros célèbrent leur 50e anniversaire en 2012.

Insigne sur la casquette portée par les Astros à partir de la saison 2013.

En 2013, les Astros passent à la Ligue américaine après 51 saisons dans la Ligue nationale, dont les 19 dernières dans la division Centrale. Ils rejoignent les Angels, les Athletics, les Mariners et leurs voisins du Texas, les Rangers, basés dans la région de Dallas, dans la division Ouest de l'Américaine. Il s'agit de la deuxième franchise à changer de ligue, après le passage des Brewers de Milwaukee de l'Américaine à la Nationale en 1998. Ce changement a pour effet de non seulement égaler le nombre de clubs (15) dans chaque ligue, mais aussi de faire passer chacune des six divisions du baseball majeur au même nombre d'équipes (5).
Dans leur première saison dans la Ligue américaine en 2013, les Astros sont à nouveau la pire équipe du baseball majeur, avec une saison de 111 défaites bon pour le pire total de leur histoire.
Les Astros poursuivent leur reconstruction en 2014 avec une 6e saison perdante d'affilée, mais montrent des signes de progrès avec 19 victoires de plus que l'année précédente, terminant la saison avec une fiche de 70-92.
Avec une  saison régulière 2015 de 86 victoires contre 76 défaites, les Astros se qualifient pour les éliminatoires pour la première fois depuis leur arrivée en Ligue américaine et pour la première fois depuis 2005. Leur premier match éliminatoire dans l'Américaine est le match de meilleur deuxième au Yankee Stadium de New York, où Dallas Keuchel tient les Yankees en respect, 3-0, pour amener Houston à la ronde suivante. Les Astros sont cependant victimes d'un ralliement des Royals de Kansas City, qui gagnent les deux dernières parties de la Série de divisions pour les éliminer trois matchs à deux en route.
Houston rate les éliminatoires au terme d'une saison 2016 de 84 victoires et 78 défaites. 
En 2017, les Astros terminent pour la première fois au premier rang de la division Ouest de la Ligue américaine puis gagnent la Série mondiale. Le Scandale du vol de signaux des Astros de Houston ternira plus tard cet unique titre.
En 2018, les Astros terminent au premier rang de la division Ouest de la Ligue américaine pour une deuxième saison de suite mais s'inclinent en Série de championnat face aux futurs champion de la Série mondiale, les Red Sox de Boston.
En 2019, les Astros se retrouvent à nouveau en Série mondiale mais s’inclinent face aux Nationals de Washington.
.

## Trophées et honneurs individuels

### Astros auHall of Fame
- Jeff Bagwell, 1re base 1991-2005
- Craig Biggio, receveur, 2e base 1988-2007
- Leo Durocher, Manager 1972-73
- Nellie Fox, 2e base 1964-65
- Eddie Mathews, 3e base 1967
- Joe Morgan, 2e base 1963-71, 1980
- Robin Roberts, lanceur 1965-66
- Nolan Ryan, lanceur 1980-88
- Don Sutton, lanceur 1981-82

### Numéros retirés
- 5 Jeff Bagwell, première base 1991-2005
- 7 Craig Biggio, receveur 1988-1991, deuxième base 1992-2007
- 24 Jimmy Wynn, champ extérieur 1963-73
- 25 José Cruz, champ extérieur 1975-87 ; Coach depuis 1997
- 32 Jim Umbricht, lanceur 1962-63
- 33 Mike Scott, lanceur 1983-91
- 34 Nolan Ryan, lanceur 1980-88
- 40 Don Wilson, lanceur 1966-74
- 42 Jackie Robinson, retiré par la MLB
- 49 Larry Dierker, lanceur 1964-76, manager 1997-2001

### Autres trophées et honneurs
| - MVP de la saison (depuis 1911) : - Jeff Bagwell (1994) - José Altuve (2017) - Trophée Cy Young (depuis 1956) : - Roger Clemens (2004) - Dallas Keuchel (2015) - Justin Verlander (2019) |  | - Manager de l'année (depuis 1983) : - Hal Lanier (1986) - Larry Dierker (1998) - Recrue de l'année (depuis 1947) : - Jeff Bagwell (1991) - Carlos Correa (2015) - Yordan Álvarez (2019) |

## Affiliations enligues mineures
| Niveau | Franchise                   | Ligue                         | Ville           | État                   | Affilié depuis |
| ------ | --------------------------- | ----------------------------- | --------------- | ---------------------- | -------------- |
| AAA    | Space Cowboys de Sugar Land | Ligue de la côte du Pacifique | Sugar Land      | Texas                  | 2021           |
| AA     | Hooks de Corpus Christi     | Texas League                  | Corpus Christi  | Texas                  | 1991           |
| A+     | Tourists d'Asheville        | South Atlantic League         | Asheville       | Caroline du Nord       | 2021           |
| A-     | Woodpeckers de Fayetteville | Carolina League               | Fayetteville    | Caroline du Nord       | 2017           |
| Rookie | FCL Astros Blue             | Florida Complex League        | West Palm Beach | Floride                | 1977           |
| Rookie | FCL Astros Orange           | Florida Complex League        | West Palm Beach | Floride                | 2021           |
| Rookie | DSL Astros                  | Dominican Summer League       | Boca Chica      | République dominicaine | 1991           |